# 竹内誠 (小説家)
竹内 誠（たけうち まさる、1963年 - ）は、東京都品川区生まれの小説家、ゲームライター。攻略本のライターを経てファンタジーやゲームのノベライズ、架空戦記を数多く執筆した。

## ノベライズ・攻略本
- 『ウルティマ5徹底解析』ビジネス・アスキー〈Login Books〉、1990年10月。ISBN 978-4893660749。
- 『試験に出る蓬萊学園!』ビー・エヌ・エヌ、1991年12月。ISBN 978-4893691514。
- 『大戦略4パーフェクトコレクション』アスキー〈Login Books〉、1992年9月。ISBN 978-4756106575。
- 『呪われし聖筆―小説ウィザードリィ ベイン・オブ・ザ・コズミック・フォージ』末弥純、アスキー〈LOGOUT BOOKS〉、1992年12月。ISBN 978-4756106643。
  - 『呪われし聖筆―ウィザードリィ・ベイン・オブ・ザ・コズミック・フォージ』末弥純、アスペクト〈ログアウト冒険文庫〉、1995年2月。ISBN 978-4893663221。
- 『リルガミン冒険奇譚―ウィザードリィ異聞』結城信輝、アスペクト〈ログアウト冒険文庫〉、1994年1月。ISBN 978-4893661531。
- 『ウィザードリィ異聞―続リルガミン冒険奇譚』結城信輝、アスペクト〈ログアウト冒険文庫〉、1994年10月。ISBN 978-4893662767。
- 『真・魔韻の書〈上〉魔影の巻』小林裕也、アスペクト〈ログアウト冒険文庫〉、1994年12月。ISBN 978-4893663054。
- 『真・魔韻の書〈下〉魔韻の巻』小林裕也、アスペクト〈ログアウト冒険文庫〉、1995年1月。ISBN 978-4893663177。
- 『リルガミン冒険奇譚―ウィザードリィ異聞 (続々)』結城信輝、アスペクト〈ログアウト冒険文庫〉、1995年10月。ISBN 978-4893664228。
- 『ヴァンパイアハンター―The animated series〈上〉』村瀬修功、メディアワークス〈電撃文庫〉、1997年10月。ISBN 978-4073071297。
- 『ヴァンパイアハンター―The animated series〈下〉』村瀬修功、メディアワークス〈電撃文庫〉、1998年4月。ISBN 978-4073085836。
- 『エターナルリング』RURU、メディアワークス〈電撃文庫〉、2000年6月。ISBN 978-4840214827。
- 『伝説のオウガバトル外伝―ゼノビアの皇子』小倉栄一、メディアワークス〈電撃文庫〉、2000年8月。ISBN 978-4840216159。
- 『RING OF RED』コナミ・オフィシャル、メディアワークス〈電撃ゲーム文庫〉、2000年11月。ISBN 978-4840216876。
- 『スターオーシャン―ブルースフィア』中北晃二、メディアワークス〈電撃文庫〉、2001年10月。ISBN 978-4840219792。

## 架空戦記
- 『真珠湾強襲占領 日米太平洋血戦〈1〉』コスミックインターナショナル〈コスモノベルス〉、1997年6月。ISBN 978-4885325267。
- 『台湾絶対防衛線 日米太平洋血戦〈2〉』コスミックインターナショナル〈コスモノベルス〉、1997年10月。ISBN 978-4885325489。
- 『超爆編隊を撃滅せよ! 日米太平洋血戦〈3〉』コスミックインターナショナル〈コスモノベルス〉、1998年3月。ISBN 978-4885329067。
- 『逆転!!日米太平洋血戦〈上〉』コスミックインターナショナル〈コスモシミュレーション文庫〉、1999年5月。ISBN 978-4774702544。
- 『逆転!!日米太平洋血戦〈下〉』コスミックインターナショナル〈コスモシミュレーション文庫〉、1999年5月。ISBN 978-4774702551。
- 『航空戦艦大逆襲〈1〉激闘のミッドウェイ』コスミックインターナショナル〈コスモノベルス〉、1999年11月。ISBN 978-4774702247。
- 『航空戦艦大逆襲〈2〉第二次ミッドウェイ海戦』コスミックインターナショナル〈コスモノベルス〉、2000年1月。ISBN 978-4774702308。
- 『航空戦艦大逆襲〈3〉アメリカ西岸壊滅』コスミックインターナショナル〈コスモノベルス〉、2000年8月。ISBN 978-4774702476。
- 『航空戦艦大逆襲〈4〉神風襲う真珠湾』コスミックインターナショナル〈コスモノベルス〉、2001年3月。ISBN 978-4774704180。
- 『太平洋最終決戦・不沈空母「硫黄島」〈1〉』コスミックインターナショナル〈コスモノベルス〉、2001年6月。ISBN 978-4774704319。
- 『太平洋最終決戦・不沈空母「硫黄島」〈2〉』コスミックインターナショナル〈コスモノベルス〉、2002年3月。ISBN 978-4774704654。
- 『決戦!硫黄島』コスミック出版〈コスミック文庫〉、2007年1月。ISBN 978-4774721224。

## コミカライズ原作
- 『ウィザードリィ5 メイルストロームの彼方』しのざき嶺、アスキー〈アスキーコミックス〉、1993年5月。ISBN 978-4756106865。